# جيمي ماكدونيل
جيمي ماكدونيل (بالإنجليزية: Jamie McDonnell)‏ هو ملاكم محترف إنجليزي يصنف ضمن فئة وزن الديك بدأ مسيرته الاحترافية سنة 2005 حيث انتصر في نزاله الأول.

## المسيرة الاحترافية
من نزالاته:
- انتصر على توموكي كاميدا (06-09-2015).
- انتصر على توموكي كاميدا (09-05-2015).
- انتصر على إيان نابا (22-01-2010).
- خسر أمام لي هاسكينز (28-03-2008).

## إحصائيات
خاض خلال مسيرته 32 نزالا، فاز في 29 وتعادل في 1 وخسر في 2. فاز بالضربة القاضية في 13 نزالا.

## روابط خارجية
- جيمي ماكدونيل على موقع بوكس ريك (الإنجليزية) (registration required)